# Фермі-рідина
Фермі-рідина — теоретична модель системи багатьох ферміонів, взаємодією між якими неможливо знехтувати, яку використовують для опису металів та атомних ядер. Модель Фермі-рідини була запропонована в 1956 році Левом Ландау і надалі розвивалася його учнями Олексієм Абрикосовим, Ісаком Халатніковим та іншими.
Модель Фермі-рідини виходить із припущення, що спектр елементарних збуджень у системі ферміонів внаслідок взаємодії між ними не сильно перебудовується в порівнянні зі спектром Фермі-газу. Тому ця модель не охоплює такі явища, як пояснення надпровідності або надплинності в гелії-3. Вважається, що елементарними збудженнями є квазічастинки, квантовим числом для яких є квазіімпульс. При нульовій температурі всі стани квазічастинок з енергією, меншою від енергії Фермі, заповнені, всі стани з більшою енергією — вільні. При скінченних температурах з'являються квазічастинки з енергією, більшою від енергії Фермі, які іноді називають електронами, та незаповненні стани з енергією, меншою від енергії Фермі, які іноді називають дірками, за аналогією з напівпровідниками. Ширина області існування цих збуджених станів порядку {\displaystyle k_{B}T}, де {\displaystyle k_{B}} — стала Больцмана, {\displaystyle T} — температура. За межами цієї області опис збуджень системи через квазічастинки в загальному випадку несправедливий. Енергетичний спектр квазічастинок поблизу енергії Фермі лінійний:
{\displaystyle \varepsilon (p)=v_{F}(p-p_{F})},
де {\displaystyle p} — квазіімпульс, {\displaystyle p_{F}} та {\displaystyle v_{F}} — імпульс та швидкість ферміонів на поверхні Фермі.
Квазічастинки у Фермі-рідині народжуються парами: електрон та дірка. Вони взаємодіють між собою, тому, на відміну від Фермі-газу, збудження мають скінченний час життя. Однак, для збуджень з енергією, близькою до енергії Фермі, час життя великий.
Для Фермі-рідини властиві особливі моди розповсюдження високочастотного звуку, які отримали назву нульового звуку.